# علال بن قصو
علال بن قصو (انگلیسی: Allal Ben Kassou؛ ۱۹۴۱ – ۲۹ اکتبر ۲۰۱۳) بازیکن سابق فوتبال اهل مراکش است.
وی از سال ۱۹۶۴ تا ۱۹۷۲ در تیم ملی فوتبال مراکش بازی انجام داده است و عضو این تیم در جام جهانی فوتبال ۱۹۷۰ بوده است.